# Peter Kellenbach

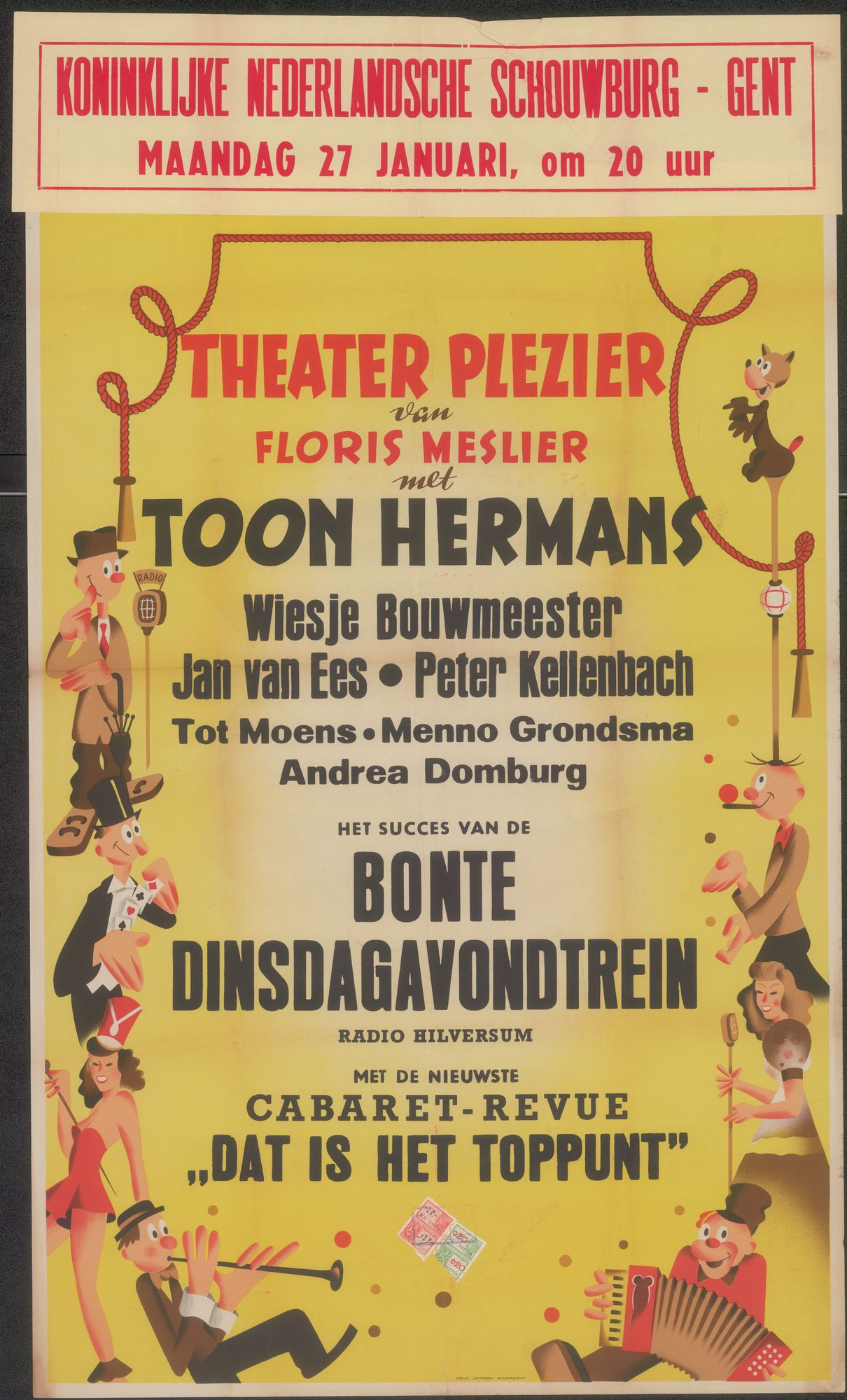
Affiche met onder andere Toon Hermans, Peter Kellenbach en Andrea Domburg (1947)

Piet (Peter) Kellenbach (Den Haag, 22 juli 1914 - Hoofddorp, 19 november 2007) was een Nederlands componist en pianist.

## Peter Kellenbach
Hij was zoon van (hoofd-)onderwijzer Marinus Jacob Kellenbach en Johanna Gertruda Wilhelmina Marie Hutmacher. Vader trad ook op met zijn poppenkast, tot aan Nederlands-Indië aan toe. Zelf was hij getrouwd met Elisabeth Westra.
In het begin van zijn carrière speelde en componeerde hij bij diverse grote balletgezelschappen. In de verfilming van Het mysterie van de Mondscheinsonate (1935) van Willy Corsari, vertolkte hij de Mondscheinsonate van Ludwig van Beethoven. Hij trad toen ook al op met cabaretgezelschappen als Blauwland en begeleidde zangeres Antoinette van Dijk bij haar vertolking van bijvoorbeeld Doornroosje (1935).
Tijdens de Tweede Wereldoorlog werkte hij bij ondergrondse cabaretgezelschappen als De Molshoop en De Koplamp. Na de oorlog werkte hij bij het revuegezelschap van Floris Meslier, waar hij bevriend raakte met Toon Hermans. Voor hem schreef hij het liedje De Jeep van Jansen.
Hij schreef de muziek voor de (vroege) cabarets van Wim Sonneveld en incidenteel voor het ABC-cabaret van Wim Kan. Een van zijn bekendste composities is Marjolijne, dat werd gezongen door Wim Sonneveld, op tekst van Annie M.G. Schmidt (single Philips Records 317695). Marjolijne werd later in medleyvorm ook opgenomen door André van Duin en ook door Drukwerk.
Voor de AVRO maakte hij samen met Herman Emmink jarenlang het radioprogramma Een lied aan de vleugel. Hij werkte mee aan diverse andere populaire programma's, zoals Hersengymnastiek, Als het triangelklokje klinkt van Wim Ibo en Polamiek van Alexander Pola. Kellenbach improviseerde jarenlang in zijn eigen programma Peter Kellenbach piano.
Hij schreef ook de muziek bij het hoorspel De marathonmuzikant, dat de NCRV in de jaren zeventig uitzond. Daarnaast begeleidde hij op de piano of vleugel vele cabaretiers en andere artiesten, waaronder Snip en Snap en Heintje Davids. Samen met Wim Ibo schreef hij het lijflied voor het gezelschap behorende bij restaurant D’Vijff Vlieghen. Hij was ook begeleider van Corry Brokken.
Nadat hij was gestopt met toneel en radio gaf Kellenbach les aan professionele operazangers. Hij speelde in verzorgingshuizen, bij de operettevereniging in Amstelveen en bij het koor van AMC-verpleegkundigen.
Kellenbach overleed op 93-jarige leeftijd.

## Elisabeth Kellenbach-Westra
Elisabeth Westra (geboren circa 1908) was voor haar huwelijk directiesecretaresse maar had graag naar de kunstacademie gewild. Haar vader Douwe Westra was amateurschilder en bevriend met Jan Sluijters. Na de Hogere Burgerschool moest ze aan het werk. Ze leerde Peter Kellenbach kennen en stopte toen met werken, destijds de gang van zaken. Op latere leeftijd werd ze poppendokter, maar toen dat uit de hand liep kocht ze een verfdoos en begon gewoon. Daarbij maakte ze ook kopieën van beroemde schilderijen van bijvoorbeeld Willem Roelofs.
- Gemeinsame Normdatei: 1170074189
- MusicBrainz: 0095ca7e-f497-4974-a77f-e4f6d88e0872
- Virtual International Authority File: 5554154137645115370001
- WorldCat: E39PBJgHcW89vQqdtpjDBcwgrq